# علي زين العابدين (شاعر)
علي عابدين زين العابدين (1925- 1999)، شاعر وعسكري سعودي، يُعد من رواد الأدب العربي السعودي ومن مؤسسي السلك العسكري في السعودية، وهو أول مدير لكلية الملك عبد العزيز الحربية، ومن المؤسسين لمناهجها، ومدير الصحة العسكرية، والقائد العسكري لمنطقة مكة المكرمة، وهو الذي تبنى فكرة تأسيس مدارس لأبناء منسوبي القوات المسلحة.
عمل رئيسًا لهيئة العمليات الحربية، وكان عضوًا في القيادة العربية المشتركة بالقاهرة، وملحقًا عسكريًا للسفارة السعودية بباريس، إلى جانب عضويتيه في كلًا من اللجنة التأسيسية لجامعة الملك عبد العزيز ولجنة التخطيط العلمي بالجامعة. لقبه الأمير مشعل بن عبد العزيز بـ (شاعر الجيش)، وقد ألقى العديد من قصائده أمام الملوك السعوديين الذين عاصرهم، وأولهم الملك عبد العزيز آل سعود، حيث ألقى أمامه قصيدة وعمره 19 عامًا، وضُمنت إحدى قصائده في منهج المحفوظات للمرحلة الثانوية في مدارس المملكة، أصدر نحو 5 دواوين شعرية و3 مؤلفات أخرى.

## أعماله
ساهم في تطوير المدرسة العسكرية، التي سميت لاحقًا بكلية الملك عبد العزيز الحربية، وطور تدريس التاريخ العسكري، وأعاد هيكلة تدريس الجغرافيا العسكرية، وأضاف إلى مناهجها عدد من المواد الدراسية، وهي: القانون الدولي، الاقتصاد الحربي، وهندسة السيارات والتكتيك، كما استحدث وظيفتان في التعليم العسكري، وهي: كبير المعلمين، وأركان حرب الوحدة، وأشرف على بناء الكلية الحربية بالرياض، وساهم في تطوير قطاع الصحة العسكرية، وكتب المقالة لعدد من المجلات والصحف المحلية والعربية.

## دواوينه
- صهيل.
- تغريد.
- هديل.[1]
- عزف ونزف.
- نجوى.[5]

" الديوان الأول (صهيل): جلّ قصائده في المديح، والمناسبات، العسكرية.
الديوان الثاني (تغريد): نظمه في بناته وزوجته وابنه، لذا فيه شعر أسري بمعنى أنه في أسرته وأحوالها، فأكثر قصائده في الديوان فيها اسم لإحدى بناته، هنا على أنه يعلل التسمية بقوله في مقدمة الديوان:«غرد الطير غنى وأطرب، وأطلق المصدر على صوت الطيور.. أحببت اللفظة منذ فجر حياتي قبل أن ألج بيت الزوجية.. فقد شاهدت مسرحية شعرية في دار الأوبرا بالقاهرة، وسمعت لفظة (تغريد) تطلق اسمًا على إحدى الفتيات المشتركاة ت في المسرحية.. من تلك اساعة لامست لفظة (تغريد) شغاف القلب، وتمنيت أن تكون لي ابنة أخلع عليها هذا الاسم الجميل.. وحبذا لو أطلقت هذه الكلمة أيضا على ديوان شعر يوما ما، وتحققتت بمشيئة الله تعالى الأمنيتان».
الديوان الثالث: وهو اسم لإحدى بناته أيضًا، وجلّه يندرج تحت الشعر الوجداني".

## مؤلفاته الأخرى
- اليهودية والنصرانية في نظر القرآن.
- نسب إبراهيم الخليل.
- الحروب الأربعة.[5]